# Basilepta nigrita
Basilepta nigrita es un coleóptero de la familia Chrysomelidae.
Fue descrita científicamente por primera vez en 1997 por Medvedev.